# بروکسترواوده
بروکسترواوده (به هلندی: Broeksterwoude) یک منطقهٔ مسکونی در هلند است که در دانتومادیل واقع شده‌است. بروکسترواوده ۱٬۱۰۰ نفر جمعیت دارد.